# DC Motema Pembe
Daring Club Motema Pembe este un club de fotbal congolez din orașul Kinshasa, capitala Republicii Democrate Congo.

## Istoria clubului
Clubul a fost fondat pe 22 Februarie 1936 sub numele de Daring Faucon, apoi redenumit CS Imana în 1949. După independența Republicii Democrate Congo în iunie 1960, clubul a participat la campionatul național și a devenit primul maestru documentat în 1963. În anii următori, clubul a făcut parte din trio-ul care a dominat campionatul, cu AS Vita Club și Tout Puissan Mazembe. Jucătorii acestor trei echipe au constituit majoritatea echipei naționale din Zair la Cupa Mondială din 1974.
În 1936, clubul a fost fondat sub numele de Daring Faucon de către Reverendul Părinte Raphaël de la Kethulle de Ryhove, proprietarul stadionului Tata Raphaël. Acesta din urmă decide să înființeze un club de fotbal, astfel încât studenții din secțiunea avansată a colegiului Sainte Anne să rămână ocupați ca parte a activităților sportive.

### Diferite denumiri
1936: înființarea clubului sub numele de Daring Faucon

1949: clubul este redenumit CS Imana

1985: clubul este redenumit DC Motema Pembe

2015: clubul își recapătă numele istoric DCMP Imana

### Suporteri
Comisia susținătorilor DCMP este prezidată de Amos Mbayo, care este detașat de primul vice-președintele Blanchard Leba. Trezorierul este Jérôme Ntangu. Principalele grupuri de susținători sunt „DCMP Ajax d'Afrique CAF”, „DCMP Internationale” și „Bana Dora”. Grupul de susținători DCMP are un site oficial.

## Legături externe
- Daring Club Motema Pembe, SoccerWay